# Cirilo Almario

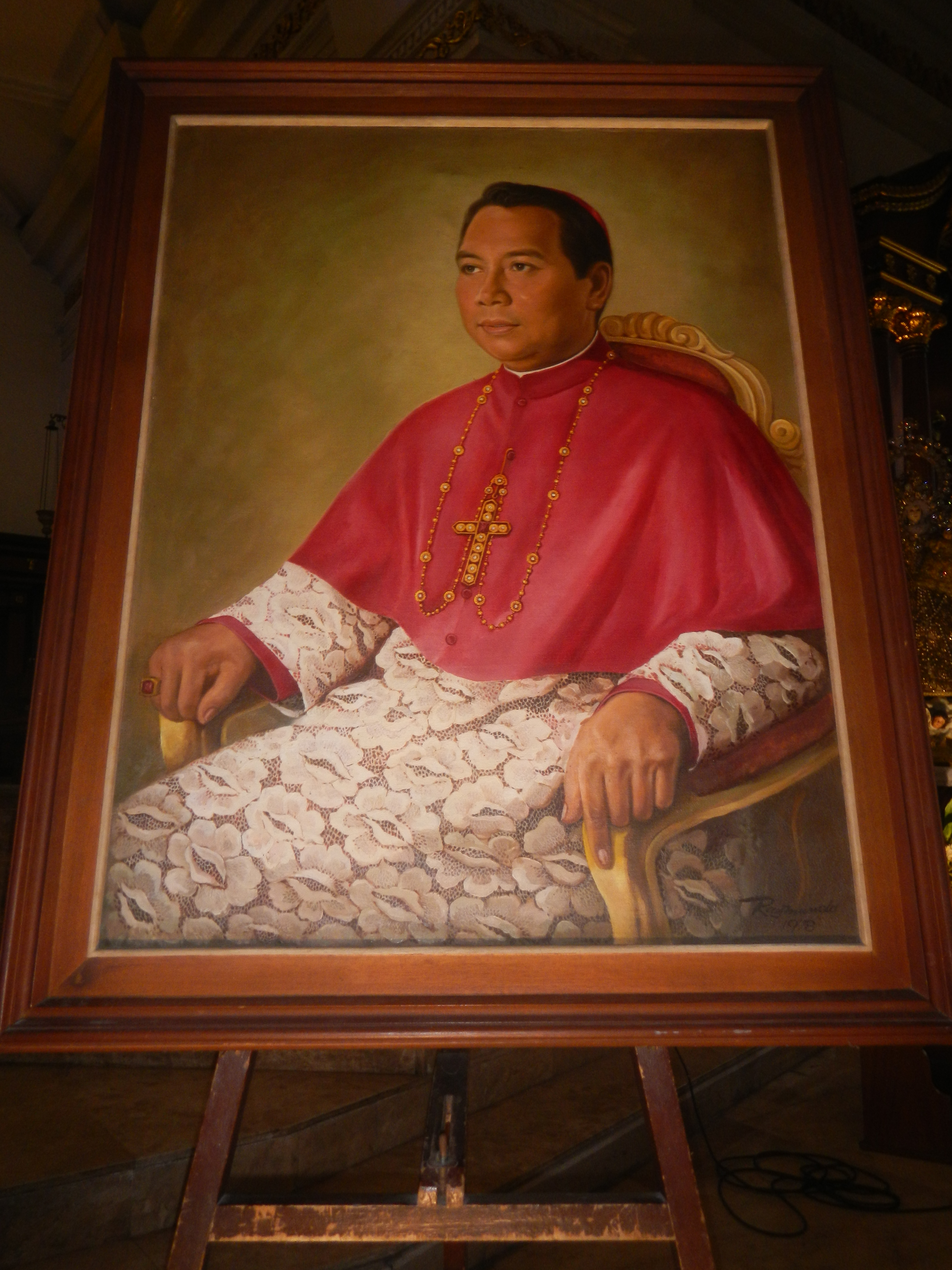
Cirilo Almario

Cirilo R. Almario (* 11. Januar 1931 in Caridad, Cavite City; † 14. Oktober 2016 in Malolos City) war Bischof von Malolos.

## Leben
Cirilo R. Almario empfing am 30. November 1956 die Priesterweihe.
Papst Paul VI. ernannte ihn am 22. August 1973 zum Titularbischof von Zaba und zum Koadjutorbischof von Malolos. Der Apostolische Nuntius auf den Philippinen, Erzbischof Bruno Torpigliani, spendete ihm am 18. Oktober desselben Jahres die Bischofsweihe; Mitkonsekratoren waren Ricardo Jamin Vidal, Erzbischof von Lipa, und Rafael Montiano Lim, Bischof von Laoag.
Mit dem Rücktritt Manuel del Rosarios am 15. Dezember 1977 folgte er ihm als Bischof von Malolos nach. Papst Johannes Paul II. nahm am 20. Januar 1996 seinen gesundheitsbedingten Rücktritt an.